# 无柄鳞毛蕨
无柄鳞毛蕨（学名：Dryopteris submarginata）为鳞毛蕨科鳞毛蕨属下的一个种。